# BMW X4 II (G02)
La BMW X4 (code interne G02) est un SUV de luxe produit par le constructeur automobile allemand BMW à partir de 2018. Elle remplace la première génération du BMW X4 produit à partir de 2014. Elle est la version "coupé" du BMW X3 III commercialisé depuis 2017. La BMW X4 II est restylée en 2021.

## Présentation
Le nouveau X4 a été présenté le 14 février 2018. Le BMW X4 II est officiellement présenté au public au Salon international de l'automobile de Genève en mars 2018. Le même mois, la production en série a commencé à l’usine BMW de Spartanburg. Les premiers véhicules ont été livrés en juillet 2018.
Elle remplace la précédente génération qui n'aura été commercialisée que quatre années. BMW ayant lancé la troisième génération BMW X3 en 2017, il a réduit le temps entre la commercialisation de la version standard et la version coupé au maximum. Alors que pour le premier X4, BMW avait laissé le temps au BMW X6, son grand frère, de s'installer sur le marché des SUV coupé avant de lancer une version coupé du X3.
La présentation du X4 M a eu lieu en février 2019, la première publique a eu lieu en avril 2019 au Salon de l'automobile de Shanghai et le lancement sur le marché a eu lieu en septembre 2019.

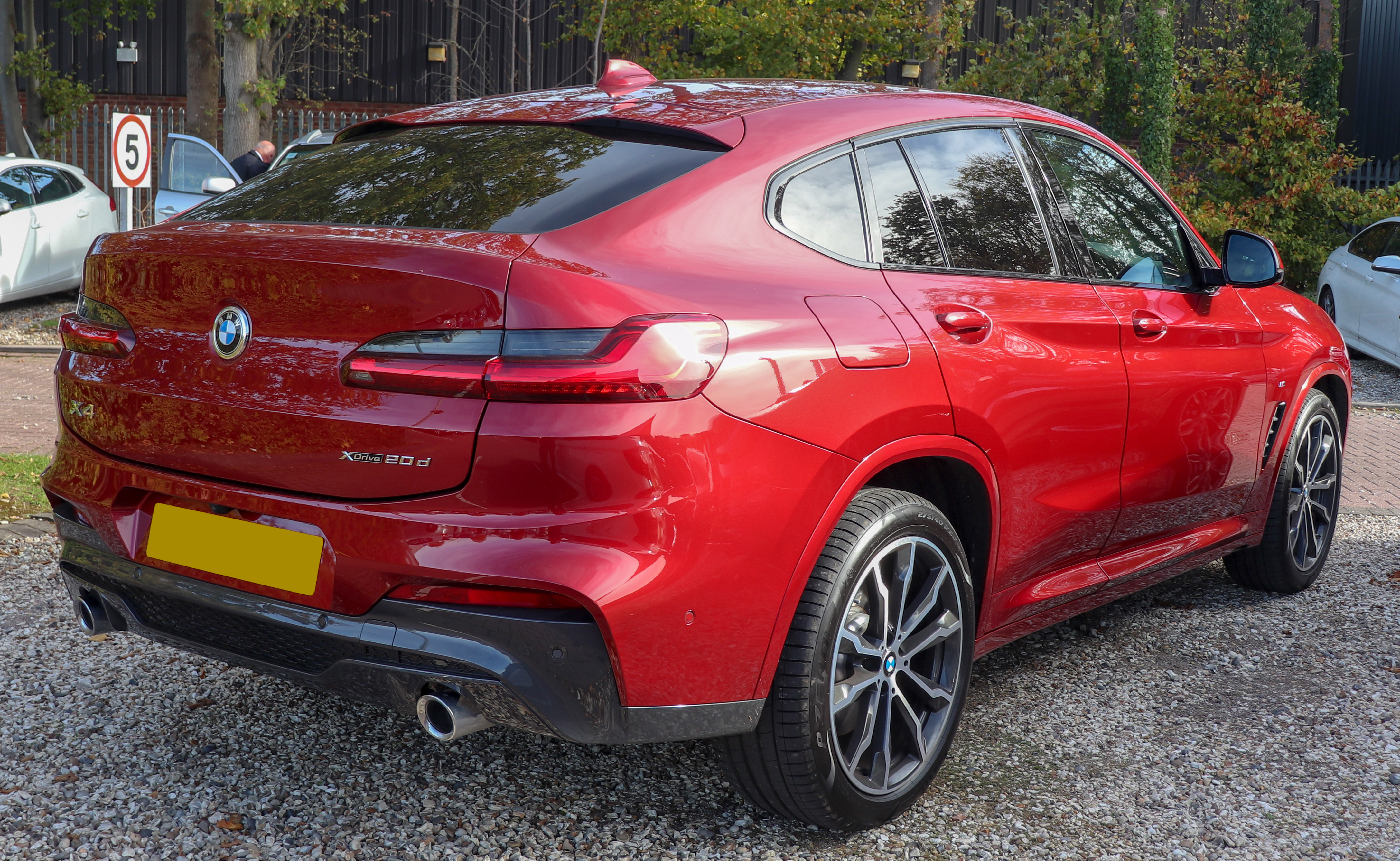
Vue arrière
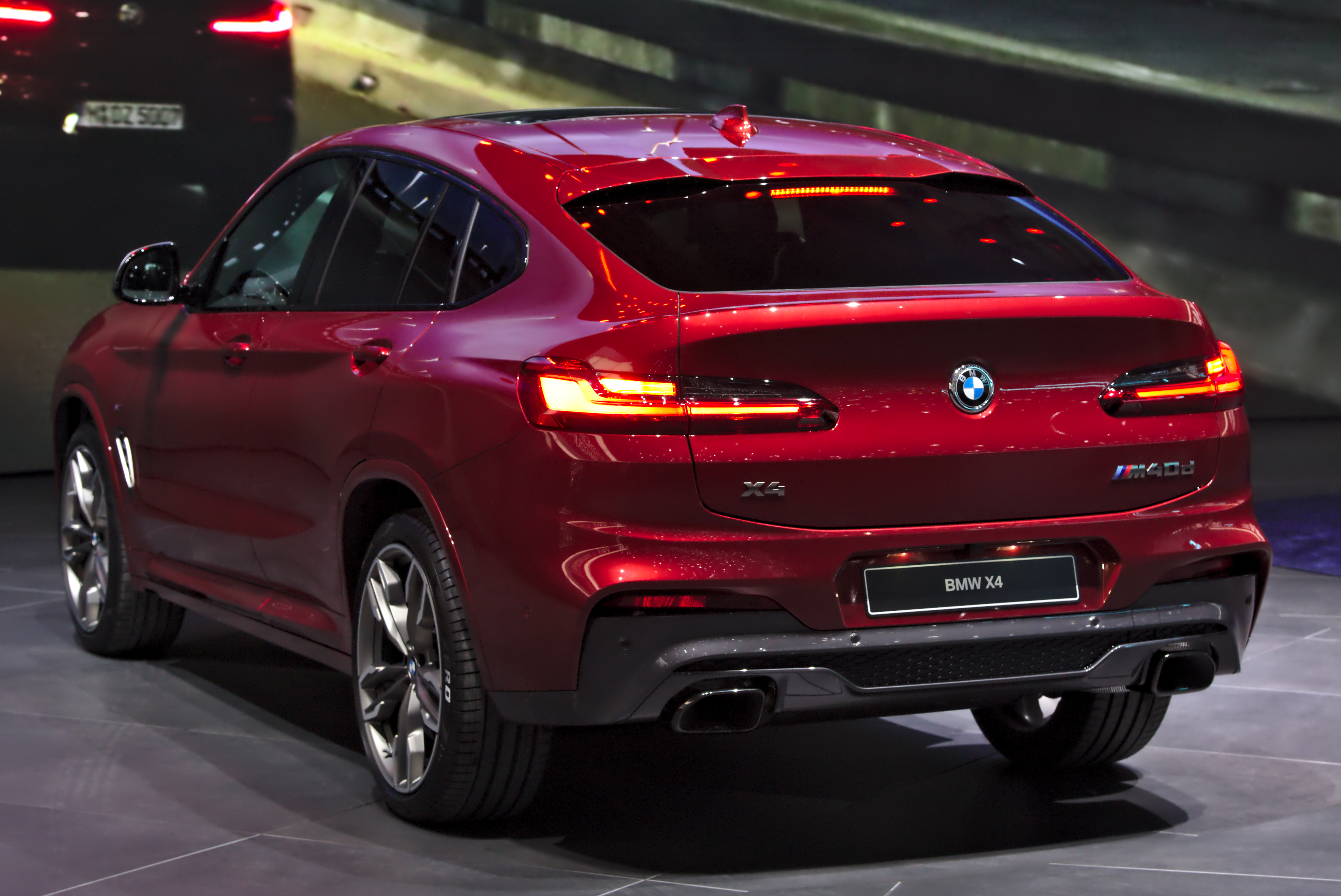
BMW X4 M40d au Salon international de l’automobile de Genève 2018
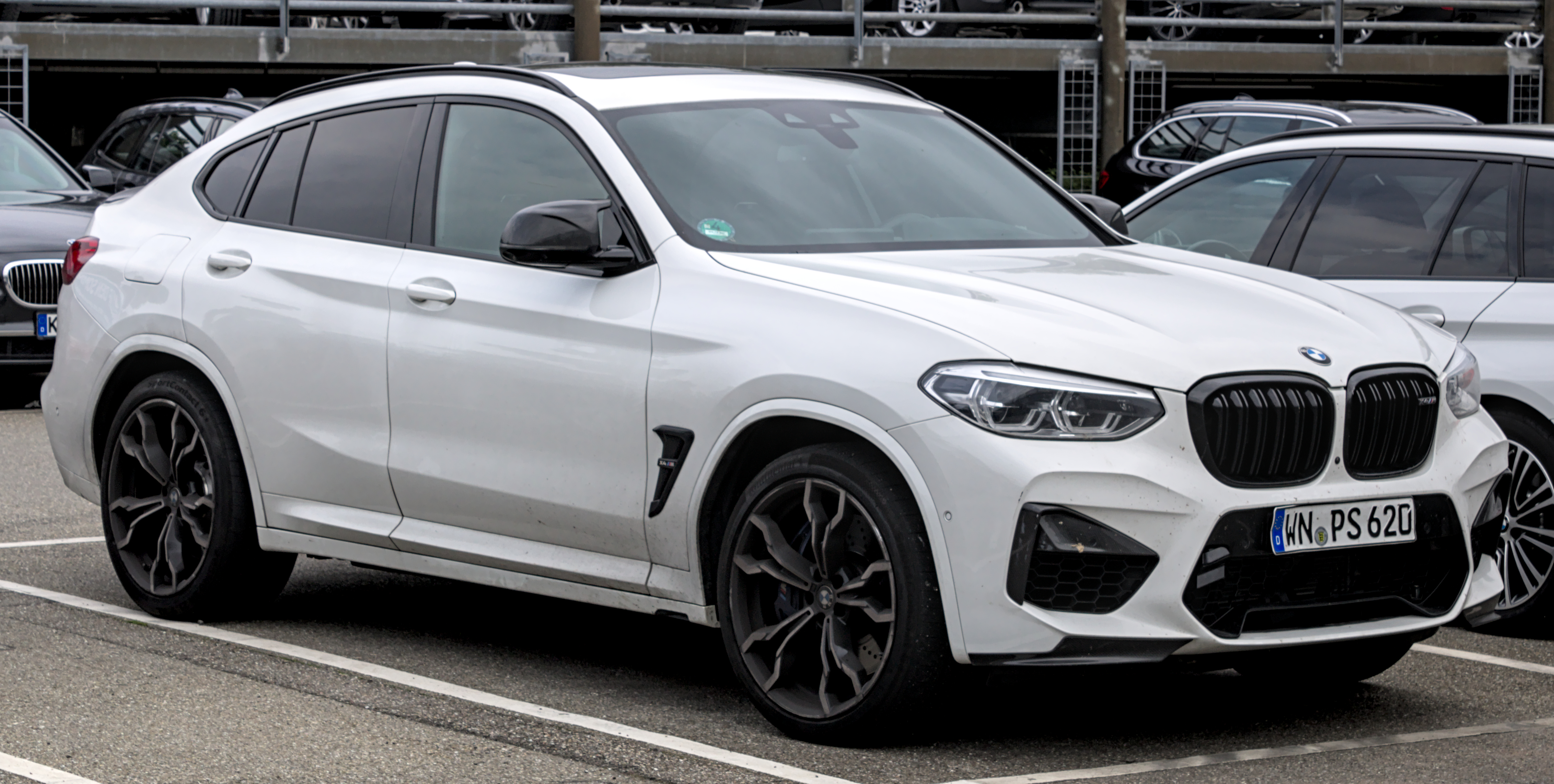
BMW X4 M Competition (2019–2021)
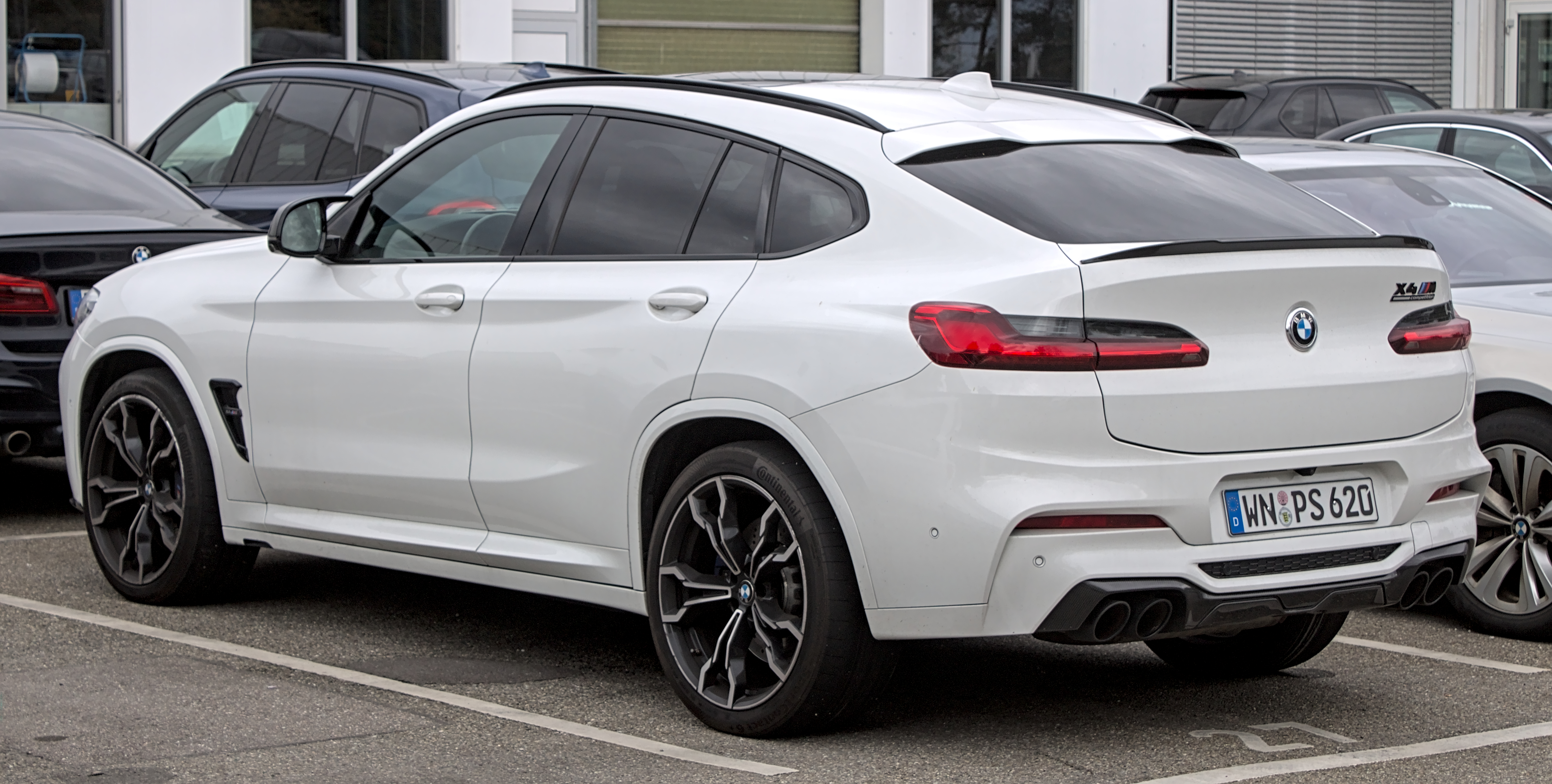
Vue arrière

### Lifting
Le restylage du BMW X4 de seconde génération est dévoilé le 9 juin 2021. Il a été mis en vente en août 2021.
À l'avant, les naseaux formant la calandre sont désormais reliés au centre. Elle devient noire sur toutes les versions, alors que cela était spécifique aux modèles M précédemment. Les phares à LED sont affinés et sont désormais matriciels ; ils peuvent être équipés de la technologie laser en option. Les pare-chocs sont également redessinés, à l'avant comme à l'arrière. Toutefois, les phares arrière de la BMW X4 ne sont pas redessinés, comme c'est le cas pour la BMW X3. Enfin, un pack M Sport est disponible et ajoute des éléments noirs laqués.
Quant à l'habitacle, il reçoit le bloc de climatisation de la Série 4, et le bas de la console centrale est également modifié. Les sièges sport sont désormais disponible de série, et la dotation est enrichie en termes d'aides à la conduite.
Côté mécanique, la BMW X4 reçoit une micro-hybridation 48 V qui associe un alterno-démarreur et une petite batterie sur ses moteurs essence. Le restylage concerne aussi la version sportive M Compétition.
Pour le lancement de cette version restylée, la BMW X4 propose une gamme réduite. Outre la version M, seules les finitions xLine et M Sport sont disponibles en France.

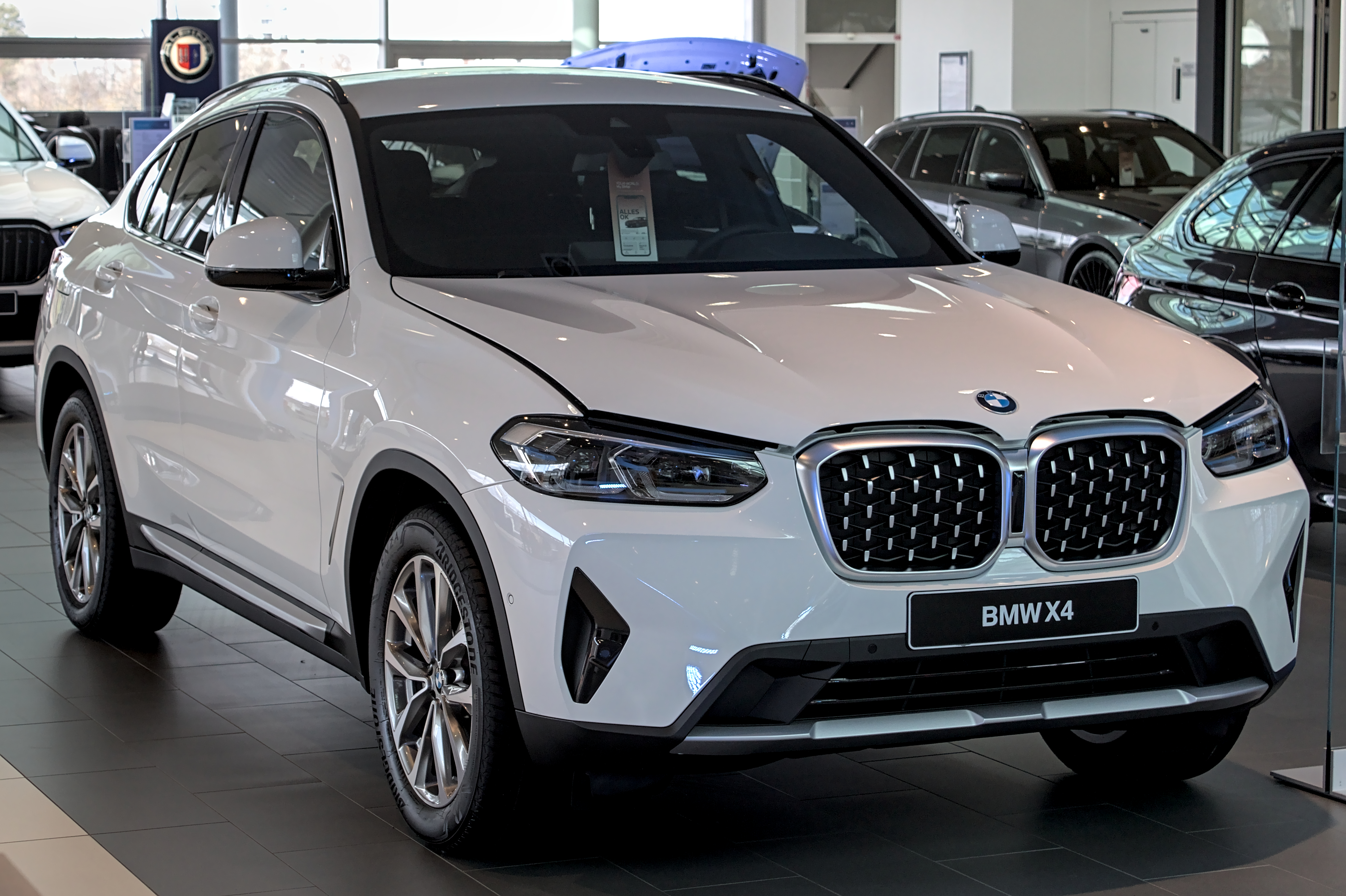
BMW X4 xDrive20d (depuis 2021)
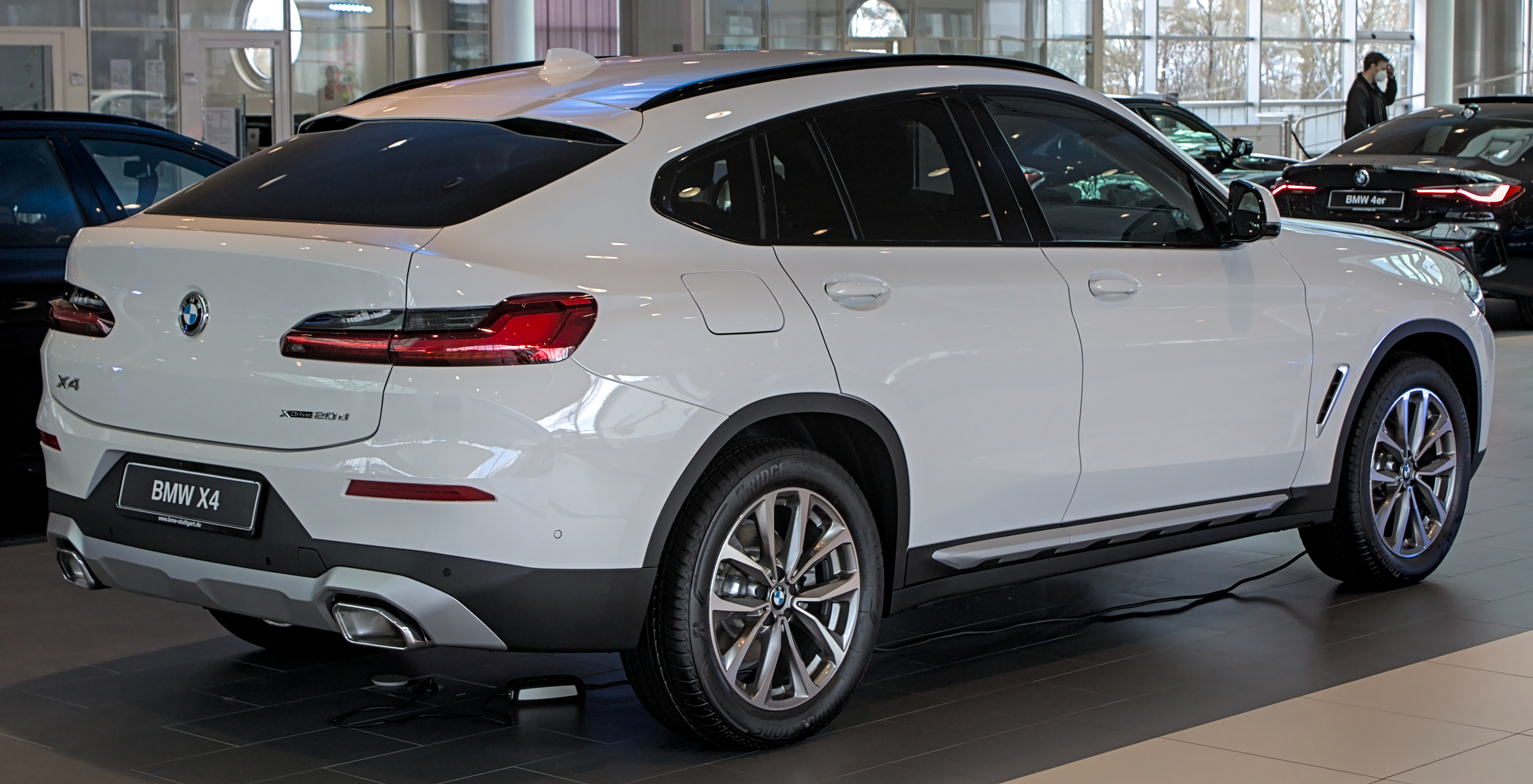
Vue arrière
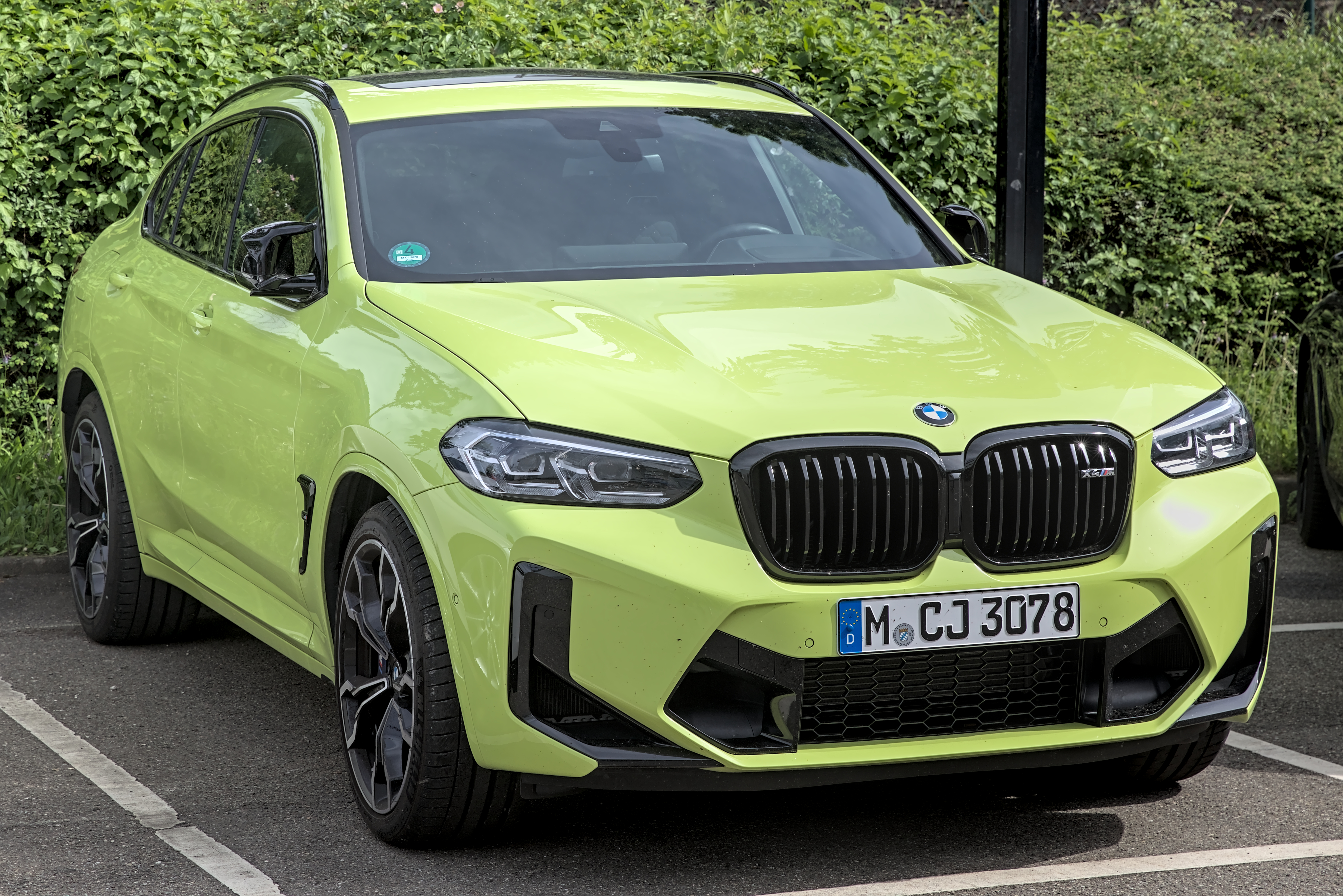
BMW X4 M (depuis août 2021, avec une teinte jaune[11])
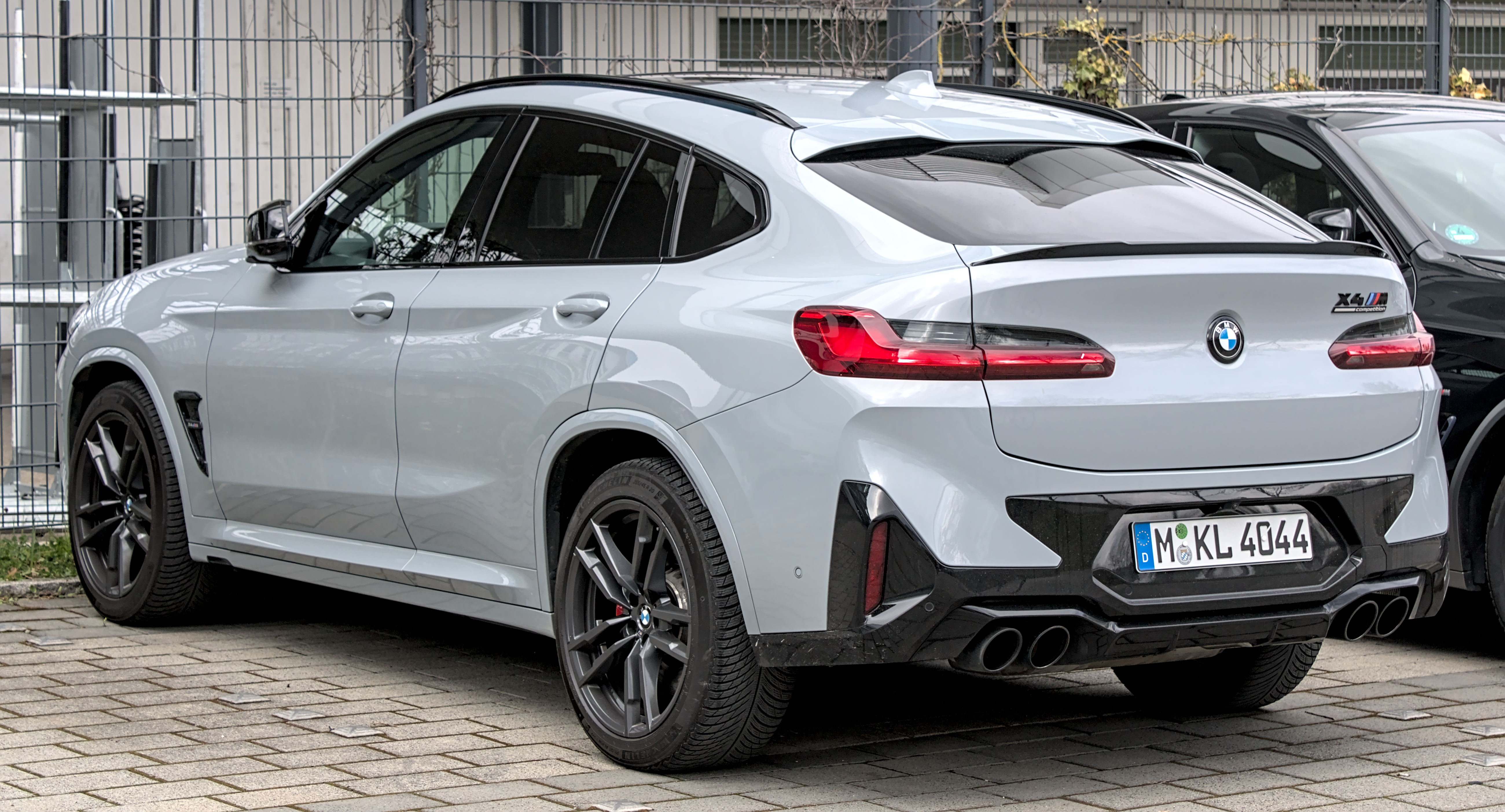
Vue arrière

## Équipements
Un système d’ionisation de l’air avec une fonction d’influence sur le parfum intérieur (orgue olfactif appelé "Ambient Air Package" par BMW) est disponible pour le G02 et il se trouve dans la boîte à gants.

## Technologie
Le nouveau X4 reprend la plateforme CLAR (pour les véhicules à moteur longitudinal et à propulsion) du BMW G01, qui lui permettra de recevoir dans un second temps une motorisation hybride rechargeable, puis une version électrique[réf. nécessaire].

### Transmissions
Toutes les versions reçoivent de série une transmission intégrale xDrive et une transmission automatique à 8 vitesses.

### Moteurs
Pour la première fois, une variante diesel conçu par BMW M GmbH est disponible dans le X4 avec le M40d.
L’Alpina XD4 est propulsé par un moteur Diesel d’une puissance maximale de 285 kW (388 ch).
Au Salon international de l'automobile de Genève 2019, BMW présente les versions M et M Competition, toutes deux équipées d’un moteur six cylindres en ligne de trois litres nouvellement développé de respectivement 480 (353 kW) et 510 ch (375 kW), du X4, et de son aîné le BMW X3.

### Sécurité
En raison de la même base technique, la note de cinq étoiles du crash test Euro NCAP effectué avec le BMW G01 en 2017 a été transférée au BMW G02.

## Caractéristiques techniques
Essence
|                            | xDrive20i            | xDrive30i            | M40i                 | X4 M                           | X4 M Competition               |
| Moteur                     | 4 cylindres en ligne | 4 cylindres en ligne | 6 cylindres en ligne | 6 cylindres en ligne           | 6 cylindres en ligne           |
| Alimentation               | Turbocompressé       | Turbocompressé       | Turbocompressé       | Bi-turbocompressé              | Bi-turbocompressé              |
| Cylindrée (cm3)            | 1 998                | 1 998                | 2 998                | 2 993                          | 2 993                          |
| Puissance maximale ch (kW) | 184                  | 252                  | 360                  | 480                            | 510                            |
| au régime de (tr/min)      | 5 000 à 6 500        | 5 200 à 6 500        | 5 500 à 6 500        | 6 250                          | 6 250                          |
| Couple maximal (N m)       | 290                  | 350                  | 500                  | 600                            | 600                            |
| au régime de (tr/min)      | 1 350 à 4 250        | 1 450 à 4 800        | 1 520 à 4 800        | 2 600 à 5 600                  | 2 600 à 5 950                  |
| Boîte de vitesses          | Steptronic 8         | Steptronic 8         | Steptronic 8         | M Steptronic 8 avec Drivelogic | M Steptronic 8 avec Drivelogic |
| Vitesse maximale (en km/h) | 215                  | 240                  | 250                  | 250 / (280 Pack M Driver)      | 250 / (285 Pack M Driver)      |
| 0-100 km/h (en s)          | 8,3                  | 6,3                  | 4,8                  | (4,2)                          | (4,1)                          |
| Consommation (en L/100 km) | 7,3                  | 7,3                  | 9,1                  | (10,5)                         | (10,5)                         |
| Émissions de CO2 (en g/km) | 168                  | 168                  | 206                  | (239)                          | (239)                          |
| Capacité du réservoir (L)  | 65                   | 65                   | 65                   | 65                             | 65                             |
| Masse à vide (kg EU)       | 1 795                | 1 795                | 1 900                | (2 045)                        | (2 045)                        |
| Norme environnementale     | Euro 6d Temp         | Euro 6d Temp         | Euro 6d Temp         | Euro 6d Temp                   | Euro 6d Temp                   |
| Disponibilité              | juillet 2018         | juillet 2018         | août 2018            | septembre 2019                 | septembre 2019                 |

Diesel
|                            | xDrive20d            | xDrive25d            | xDrive30d            | M40d                 |
| Moteur                     | 4-cylindres en ligne | 4-cylindres en ligne | 6-cylindres en ligne | 6-cylindres en ligne |
| Alimentation               | Turbocompressé       | Turbocompressé       | Turbocompressé       | Turbocompressé       |
| Cylindrée (cm3)            | 1 995                | 1 995                | 2 993                | 2 993                |
| Puissance maximale ch (kW) | 190                  | 231                  | 265                  | 326                  |
| au régime de (tr/min)      | 4 000                | 4 400                | 4 000                | 4 400                |
| Couple maximal (N m)       | 400                  | 500                  | 620                  | 680                  |
| au régime de (tr/min)      | 1 750 à 2 500        | 2 000                | 2 000 à 2 500        | 1 750 à 2 750        |
| Boîte de vitesses          | Steptronic 8         | Steptronic 8         | Steptronic 8         | Steptronic 8         |
| Vitesse maximale (en km/h) | 213                  | 230                  | 240                  | 250                  |
| 0-100 km/h (en s)          | 8,0                  | 6,8                  | 5,8                  | 4,9                  |
| Consommation (en L/100 km) | 5,6                  | 5,7                  | 6,0                  | 6,6                  |
| Émissions de CO2 (en g/km) | 149                  | 149                  | 158                  | 173                  |
| Capacité du réservoir (L)  | 60                   | 60                   | 68                   | 68                   |
| Masse à vide (kg EU)       | 1 815                | 1 830                | 1 895                | 1 970                |
| Norme environnementale     | Euro 6               | Euro 6               | Euro 6               | Euro 6               |
| Disponibilité              | juillet 2018         | juillet 2018         | août 2018            | juillet 2018         |

Les chiffres de consommation de carburant et de pollution correspondent aux chiffres maximaux affichés par le constructeur.

## Finitions
- M Sport
- M Sport X
- xLine
- M40

## Alpina XD4
Pour les articles homonymes, voir Alpina.
Alpina développe sa propre version luxueuse et très performante du X4. Le XD4 est dévoilé au salon de Genève 2018, comme le X4 dont il est dérivé, et est le Diesel le plus rapide de sa catégorie. Il n’est disponible que dans les pays où l’on roule à droite, au contraire du XD3.
|                              | XD4                             |
| ---------------------------- | ------------------------------- |
| Moteur                       | 6 cylindres en ligne            |
| Alimentation                 | Quadri-turbocompressé           |
| Cylindrée                    | 2 993 cm3                       |
| Puissance maximale           | 388 ch de 4 000 à 5 000 tr/min  |
| Couple maximal               | 770 N m de 1 750 à 3 000 tr/min |
| Norme environnementale       | Euro 6d                         |
| Boîte de vitesses            | Switch Tronic 8                 |
| Vitesse maximale (en km/h)   | 268                             |
| 0-100 km/h (en s)            | 4,6                             |
| Consommation (en l/100 km)   | 6,9                             |
| Émissions de CO2 (en g/km)   | 183                             |
| Capacité du réservoir (en L) | 68                              |
| Masse à vide (kg EU)         | 2 045                           |
| Disponibilité                | 2018                            |